# Districte de Schwarzenburg
El districte de Schwarzenburg és un dels 26 districtes del Cantó de Berna (Suïssa), té 10002 habitants (cens de 2007) i una superfície de 157 km². El cap del districte és Wahlern està format per 4 municipis. Es tracta d'un districte amb l'alemany com a llengua oficial.

## Municipis
| Municipi   | Habitants (31. Dez. 2007) | Superfície en km² |
| ---------- | ------------------------- | ----------------- |
| Albligen   | 465                       | 4.3               |
| Guggisberg | 1602                      | 54.9              |
| Rüschegg   | 1708                      | 57.4              |
| Wahlern    | 6227                      | 40.6              |
| Total (4)  | 10'002                    | 157.2             |